# Uralische Föderale Universität
Die Uralische Föderale Universität benannt nach dem ersten Präsidenten Russlands B.N. Jelzin (auch Uraler Föderale Universität; russisch Уральский федеральный университет имени первого президента России Б.Н. Ельцина, Uralʹskiĭ federalʹnyĭ universitet imeni pervogo Prezidenta Rossii B.N. Yelʹtsina, abgekürzt UrFU) ist eine Universität in Jekaterinburg in Russland. Sie ging aus der Vereinigung der Staatlichen Technischen Universität des Uralgebiets mit der Staatlichen Universität des Uralgebiets hervor.
Viktor Kokscharow (Кокшаров Виктор Анатольевич), der Rektor der Uralischen Föderalen Universität, hat einen Brief zur Unterstützung des russischen Überfall auf die Ukraine seit 2022 unterzeichnet.

## Fakultäten
- Graduiertenschule für Wirtschaft und Management (GSEM)
- Institut für Militär-Technische Ausbildung und Sicherheit (IMTES)
- Institut für Geisteswissenschaften und Kunst (IHA)
- Institut für Naturwissenschaften (INS)
- Institut für Werkstoffkunde und Metallurgie (IMSM)
- Institut für Mathematik und Informatik (IMCS)
- Institut für Radioelektronik und Informationstechnologie (IRIT)
- Institut für Sozial- und Politikwissenschaften (ISPS)
- Institut für Öffentliche Verwaltung und Unternehmertum (ISGB)
- Institut für Sport- und Jugendpolitik (IPESYP)
- Institut für grundlegende Bildung (IFE)
- Institut für Mechanik und Maschinenbau (IMMB)
- Institut für Bauingenieurwesen (ICE)
- Uralisches Institut für Energietechnik (UralENIN)
- Institut für Physik und Technologie (PhysTech)
- Institut für Chemie und Technologie (ICT)
- Institut für Weiterbildung und Umschulung (IFEVT)
- Institut für Informationstechnologien im Bildungswesen (IEIT)
- Abteilung für Personalschulung
- Abteilung für beschleunigtes Lernen
- Abteilung für Fernstudien

## Rankings
Im QS World University Rankings wurde die UrFU 2011 in die 500 besten Universitäten gelistet. Im Ranking 2014/2015 belegt die Universität weltweit Platz 551.